# Prémio Albert Lasker de Serviço à Comunidade
O Prémio Alberto Lasker de Serviço à Comunidade (Lasker-Bloomberg Public Service Award), inicialmente denominado Prémio Mary Woodard Lasker de Serviço à Comunidade, é um dos prémios Lasker atribuído pela Fundação Lasker, para premiar os que se distinguiram por diversos meios, permitindo que  a investigação seja uma realidade. É considerado um dos prêmios de maior prestígio dos Estados Unidos em medicina.

## Laureados
- 1946 Alfred Newton Richards e Fred L. Soper
- 1947 Alice Hamilton
- 1948 R.E. Dyer e Martha M. Eliot
- 1949 Marion W. Sheahan
- 1950 Eugene Lindsay Bishop
- 1951 Florence R. Sabin
- 1952 G. Brock Chisholm e Howard A. Rusk
- 1953 Felix J. Underwood e Earle B. Phelps
- 1954 Leona Baumgartner
- 1955 Robert D. Defries, Menninger Foundation, Nursing Services of the U.S. Public Health Service, Pearl McIver e Margaret G. Arnstein
- 1956 William P. Shepard
- 1957 Frank G. Boudreau, C.J. Van Slyke e Reginald M. Atwater
- 1958 Basil O'Connor
- 1959 Maurice Pate
- 1960 John B. Grant e Abel Wolman
- 1963 Melvin Laird e Oren Harris
- 1965 Lyndon Baines Johnson
- 1966 Eunice Kennedy Shriver
- 1967 Claude Pepper
- 1968 Lister Hill
- 1973 Warren Magnuson
- 1975 Jules C. Stein
- 1976 World Health Organization
- 1978 Elliot Richardson e Theodore Cooper
- 1979 John Foster Wilson
- 1983 Maurice R. Hilleman e Saul Krugman
- 1984 Henry J. Heimlich
- 1985 Lane W. Adams e Ann Landers (Eppie Lederer)
- 1986 Ma Haide (George Hatem)
- 1988 Lowell P. Weicker, Jr.
- 1989 Lewis Thomas
- 1991 Robin Chandler Duke e Thomas P. O'Neill, Jr.
- 1993 Paul G. Rogers and Nancy Wexler
- 1995 Mark O. Hatfield
- 2000 Betty Ford, Harold P. Freeman, David J. Mahoney, The Science Times of The New York Times and John Edward Porter
- 2001 William Foege
- 2003 Christopher Reeve
- 2005 Nancy Brinker
- 2007 Anthony Fauci
- 2009 Michael Bloomberg